# Lafon
Lafon, Lopo (ang. Lafon County) – hrabstwo w Sudanie Południowym. Obecnie Lafon położony jest w stanie Ekwatoria Wschodnia, w latach 2015-2020 leżało w stanie Imatong. Według spisu powszechnego z 2008 r. liczba mieszkańców wynosi 106 161. W 2020 r. region charakteryzował się dużą ilością planowanych migracji. Siedzibą administracji hrabstwa jest miejscowość Lafon.